# Saint-Laurent-de-Trèves
Pour les articles homonymes, voir Saint-Laurent et Trèves.
Saint-Laurent-de-Trèves est une ancienne commune française, située dans le département de la Lozère en région Occitanie, devenue, le 1er janvier 2016, une commune déléguée de la commune nouvelle de Cans et Cévennes. Ses habitants sont appelés les Trévilaurentiens.

## Géographie
Antique site fortifié sur la route de Nîmes à Saint-Flour (aujourd'hui dénommée Corniche des Cévennes", Saint-Laurent-de-Trèves abrite un patrimoine historique et naturel de grand intérêt.

### Communes limitrophes
|        | Florac Trois Rivières   | Saint-Julien-d'Arpaon (Cans et Cévennes) |
|        | Saint-Laurent-de-Trèves | Barre-des-Cévennes                       |
| Vebron |                         |                                          |

### Hameaux et lieux-dits
La commune est constituée d'un grand nombre de hameaux dont certains sont aujourd'hui en ruine.
Un recensement effectué en 1874 indique leurs populations respectives:
Le Mazel:    66, École mixte
St Laurent:    59, Temple, église, école, débris d’un ancien château
Vernagues:    57
Nozières:    35
Ferrières:    29
Bosc:    19
Peyrastre:    17
Artigues:    16
La Barraque:    13
Mas-viel:    11
Le Rey:    10
Grattegals:    9, Moulins à eau
Ferreyrettes:    6
Mas Chabanis:    4
Aubaret:    2
Issart Long
Carlèques
Le Devez
Le Pommaret
Le hameau St Laurent s'est particulièrement développé à l'époque des diligences pour devenir aujourd'hui le hameau principal et donner son nom à l'ensemble de la commune. Lui-même s'appelle désormais le Village.

## Histoire

### La préhistoire
Dès la fin du Néolithique, il y a 5 000 ans, les hommes s’installent durablement près des nombreuses sources de la commune et dans des campements plus ou moins fortifiés[réf. nécessaire]. C’est l’époque des « caps barrés », comme le site du « Castellas » occupé aujourd’hui par le chef lieu de la commune, des tumuli comme au col de Vache, sur la can de Tardonnenche, ou des pierres à cupules comme à Artigues ou sur la can de Ferrières.

### L’époque gallo-romaine
Les Gaulois Volques Arécomiques y installent un oppidum qu’ils nomment « Trevidunum »[réf. nécessaire], le dunum (place forte) des trois vallées (Tarn, Tarnon et Mimente, aujourd’hui).
Ils y vénèrent Tritullo, un dieu guerrier celte, connu grâce à l’inscription trouvée à Saint-Laurent-de-Trèves, où il est appelé « MAR[ti ] TRITVLLO ». D’après Jules César, repris par Tacite, qui ont travaillé à établir des correspondances entre dieux gaulois et romains, cette divinité pourrait être assimilée au dieu romain Mars. Ceci témoigne déjà de l’intérêt militaire qui était porté à ce lieu stratégique, sur une voie de communication reliant le pays nîmois des Volques au pays des Gabales et des Arvernes.
Le nom de Tritullus peut être interprété comme un dérivé des termes celtiques tris (trois) et tullo (perçant, perforé). Il signifie littéralement perforant trois fois. La stèle conservant cette inscription fut trouvée en 1802 dans une citerne du château, par M. Bancilhon, le notaire local de l’époque. Elle est aujourd’hui conservée au Musée de Mende.

#### Tonnance Ferréol, un grand homme oublié
Ferréol fut le dernier préfet des Gaules de 450 à 453. C’est lui qui, en 451, sachant convaincre Gaulois et Romains de combattre ensemble, préserva la Gaule de l'invasion des Huns commandés par Attila. Il usa également de mesures judicieuses et de diplomatie lors du siège d'Arles par les Wisigoths en 453. Ferréol disposait une résidence principale près de Nîmes et une autre secondaire à Trévidon (qui est peut-être Saint-Laurent-de-Trèves). Il s'y retira vers l'an 470, sans doute pour n'être pas obligé de vivre sous la domination des Wisigoths, après que ces derniers eurent placé sous leur obéissance la province romaine de la « Gaule narbonnaise ».
Selon Sidoine Apollinaire, son ami de toujours, il finit sa vie dans une grande piété chrétienne. Sidoine Apollinaire était un homme politique gallo-romain, préfet de Rome en 468, nommé évêque de Clermont-Ferrand en 471 pour des raisons politiques. Il fut sanctifié par l’Église qui célèbre sa fête le 23 août, pour avoir christianisé l’Auvergne. Dans son œuvre littéraire abondante, il décrit notamment ses voyages dans notre région. Il y conseille le voyageur éventuel : « Tu te rendras à Trévidon, et vers ces montagnes trop voisines hélas des méchants Rutènes. C’est là, à Trévidon, que tu verras le bienfaiteur et l’appui des Gaules, Ferréolus, dont l’épouse Papianilla partage les soins et les travaux. Tu apercevras le mont Lozère, plus élevé que le Caucase des Scythes, et le Tarnon rapide, qui nourrit dans ses eaux limpides un excellent poisson. Mais évite cette montagne dont la cime est battue par d’éternelles tempêtes... »

### Le Moyen Âge
Il semble que l’élevage ovin y était important au Moyen Âge, puisque le bélier figurant au centre du blason des seigneurs de Saint-Laurent, l’évoque en position d’honneur. Le langage héraldique décrivant ces armoiries est précis : « Écartelé : aux 1 et 4, de sable, à la croix engrêlée d'or, cantonnée de dix-huit billettes du mesme, 5 à chaque canton du chef, et 4 à chaque canton de la pointe aux 2 et 3, d'argent, à deux fasces de gueules (de Barre). Sur le tout : d'azur, au bélier d'argent, accorné et onglé d'or, acc. en chef d'une étoile d'or. Ce qui? en langage héraldique? désigne : « Un blason en 4 parties avec en coins, une croix d’or entourée de billettes d’or, sur fond noir (les armes de la famille de Taulignan), et deux traits rouges sur fond d’argent (les armes de la famille de Blégiers, armes des seigneurs de Barre-des-Cévennes). Au centre sur fond bleu, un bélier d’argent à cornes et sabots d’or, avec une étoile d’or au-dessus de la tête ».

#### La Réforme
Les Taulignan adoptent dès le milieu du XVIe siècle les idées réformatrices de Calvin. Ils installent à Saint-Laurent, Jean Fornier, premier pasteur de la région[réf. nécessaire], qui occupe en 1568 la ferme du col du Rey. Son successeur en 1581, Jean de Ulmo choisit pour résidence le moulin de Grattegals. Les guerres de Religion faisaient alors rage en France. En 1580, le château de Saint-Laurent fut assiégé par les catholiques mais résista. La paix ne revint qu’en 1598 avec l’édit de Nantes de Henri IV. À sa mort, les troubles reprendront, et la fronde protestante ne prit fin qu’en 1629 lors de la paix d'Alès, aux termes de laquelle Richelieu imposa le démantèlement de places fortes protestantes, dont le château de Saint-Laurent-de-Trèves.

#### La guerre des Camisards
Le dimanche 23 juillet 1702, à la foire de Barre, des Cévenols exaspérés par les persécutions religieuses décident de délivrer leurs coreligionnaires emprisonnés par l’abbé du Chayla au Pont-de-Montvert. C’est dans la maison Atger au Bosc à Saint-Laurent-de-Trèves qu’ils arrêtent les détails de l’opération.
Avec d’autres familles alertées, ils se retrouveront le lendemain aux Trois Fayards, dans le Bougès, en vue de se rendre au Pont-de-Montvert afin d'y obtenir la libération des prisonniers. L’exécution de l’abbé du Chayla par les insurgés constitue l'évènement tragique qui enclenche la  guerre des Camisards.
À cette époque, la plupart des habitants de Saint-Laurent-de-Trèves sont qualifiés par les autorités catholiques « d’attroupés très dangereux fanatiques »[réf. nécessaire].

### La période des diligences
Saint-Laurent est situé presque en haut de la route (Corniche des Cévennes) qui monte de Florac jusqu'au Causse pour aller au Pompidou puis à Saint-Jean-du-Gard et à Nîmes.
Les chevaux qui tiraient les diligences et autres voitures sur la longue montée y arrivaient complètement exténués et Saint-Laurent constituait une trêve bien méritée. Pour que ces voyageurs puissent continuer leur route, il fallait reposer ou remplacer les attelages, loger et nourrir voyageurs et chevaux.
Un relais de diligences fut donc construit à Carlèques, plusieurs au village ainsi qu'un autre à Nozières.
L'activité et la population de Saint-Laurent augmentent de concert de 1820 à 1850, période d'importantes mises en culture et en construction. La présence permanente  de deux notaires résidant à demeure dans la commune tandis qu'un troisième venait occasionnellement de Vébron, atteste l'intense niveau de mutations immobilières.
Le désenclavement qu'induit le développement de l'automobile mit cependant fin à cette période de prospérité. De nombreux habitants sans emploi s'exilèrent, certains hameaux furent alors abandonnés et ne sont plus désormais que des ruines. Les auberges, boulangerie et commerces, maréchal-ferrant et école ne sont plus qu'un lointain souvenir.

## Héraldique
| Blason de Saint-Laurent-de-Trèves | Blason  | Écartelé: aux 1 et 4, de sable, à la croix engrêlée d'or, cantonnée de dix-huit billettes du mesme, 5 à chaque canton du chef, et 4 à chaque canton de la pointe aux 2 et 3, d'argent, à deux fasces de gueules (de Barre). Sur le tout: d'azur, au bélier d'argent, accorné et onglé d'or, acc. en chef d'une étoile d'or. |
| Blason de Saint-Laurent-de-Trèves | Détails | Le statut officiel du blason reste à déterminer. |

## Politique et administration
| Période                                  | Période        | Identité                | Étiquette | Qualité                                      |
| ---------------------------------------- | -------------- | ----------------------- | --------- | -------------------------------------------- |
| avant 1981                               | ?              | Roger-Lucien Fraissinet | PS        |                                              |
| avant 1995                               | septembre 2008 | Paul Pascual            | PS        | Agriculteur                                  |
| 2008                                     | 2014           | Monique Fraissinet      | PS        |                                              |
| 19 août 2014                             | En cours       | Rémi Noël               | PS        | Cadre administratif retraité (Environnement) |
| Les données manquantes sont à compléter. |                |                         |           |                                              |

## Démographie
L'évolution du nombre d'habitants est connue à travers les recensements de la population effectués dans la commune depuis 1793. À partir du 1er janvier 2009, les populations légales des communes sont publiées annuellement dans le cadre d'un recensement qui repose désormais sur une collecte d'information annuelle, concernant successivement tous les territoires communaux au cours d'une période de cinq ans. 
Pour les communes de moins de 10 000 habitants, une enquête de recensement portant sur toute la population est réalisée tous les cinq ans, les populations légales des années intermédiaires étant quant à elles estimées par interpolation ou extrapolation. Pour la commune, le premier recensement exhaustif entrant dans le cadre du nouveau dispositif a été réalisé en 2006,.
En 2013, la commune comptait 173 habitants, en évolution de −5,46 % par rapport à 2008 (Lozère : −1,04 %, France hors Mayotte : +2,49 %).
| 1793 | 1800 | 1806 | 1821 | 1831 | 1836 | 1841 | 1846 | 1851 |
| ---- | ---- | ---- | ---- | ---- | ---- | ---- | ---- | ---- |
| 444  | 416  | 408  | 442  | 531  | 492  | 521  | 502  | 551  |

| 1856 | 1861 | 1866 | 1872 | 1876 | 1881 | 1886 | 1891 | 1896 |
| ---- | ---- | ---- | ---- | ---- | ---- | ---- | ---- | ---- |
| 504  | 493  | 432  | 393  | 375  | 373  | 373  | 352  | 350  |

| 1901 | 1906 | 1911 | 1921 | 1926 | 1931 | 1936 | 1946 | 1954 |
| ---- | ---- | ---- | ---- | ---- | ---- | ---- | ---- | ---- |
| 353  | 326  | 302  | 247  | 238  | 202  | 182  | 167  | 153  |

| 1962 | 1968 | 1975 | 1982 | 1990 | 1999 | 2006 | 2011 | 2013 |
| ---- | ---- | ---- | ---- | ---- | ---- | ---- | ---- | ---- |
| 137  | 122  | 119  | 111  | 107  | 136  | 170  | 178  | 173  |

## Monuments et lieux touristiques
Sur le site du Castelas, sont visibles pour les yeux avertis une vingtaine d'empreintes de dinosaures théropodes (ichnogenre Grallator) sur trois dalles différentes. Découvertes en 1935, ces empreintes étaient connues localement comme des gravures de fleurs de Lys, avant que des savants de Montpellier ne déterminent qu'il s'agisse d'empreintes fossiles de Grallator minusculus pour les deux pistes, et de Grallator lescurei pour l'empreinte isolée. Le site, aménagé par le parc national des Cévennes qui y a installé des panneaux d'interprétation, permet d'avoir une vue panoramique sur la vallée du Tarnon.
Le village possède une église et un temple, tous deux désacralisés : l'église sert désormais de salle d'expositions et le temple de mairie.

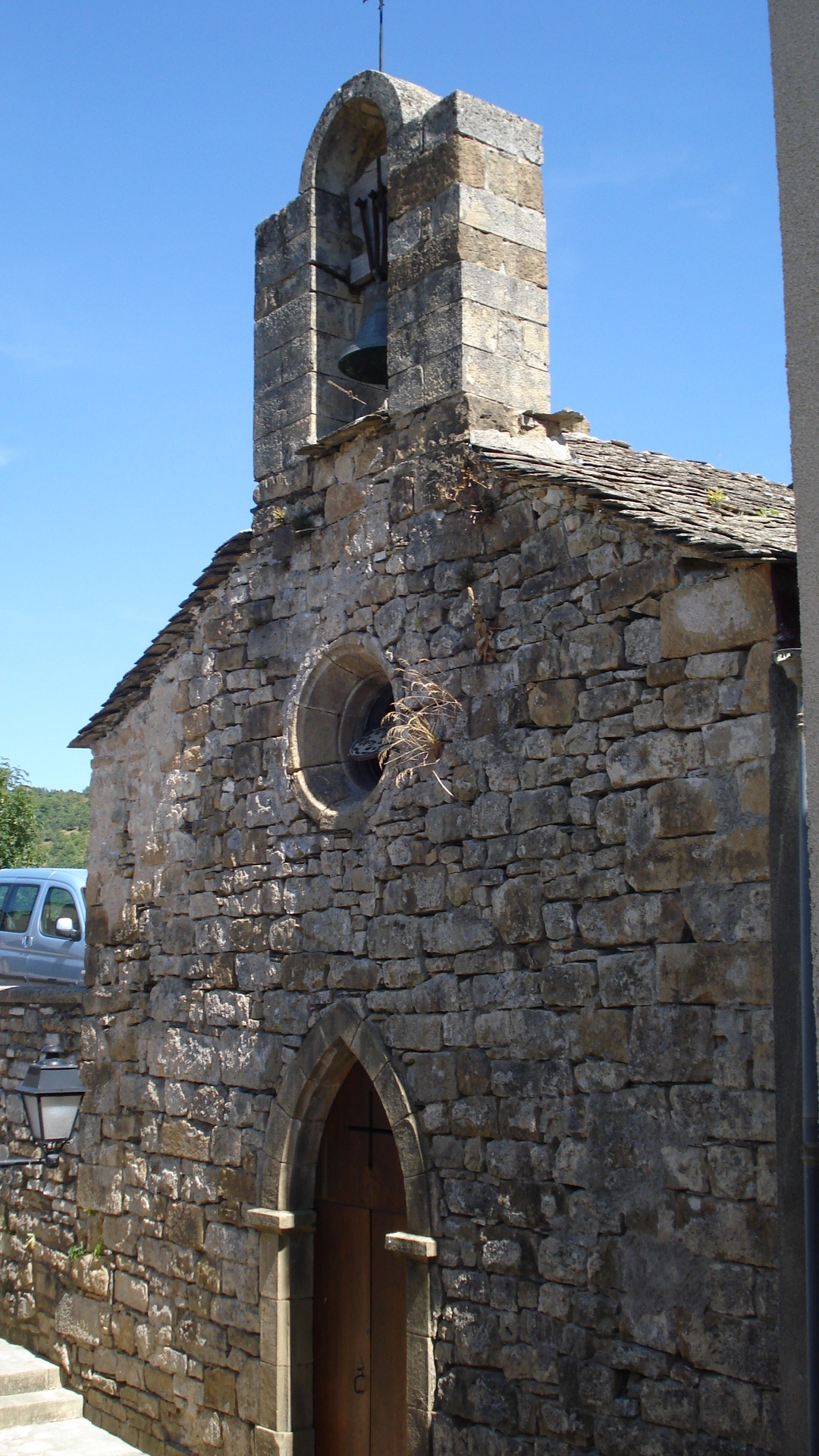
L'ancienne église Saint-Laurent (actuellement salle d'expositions)
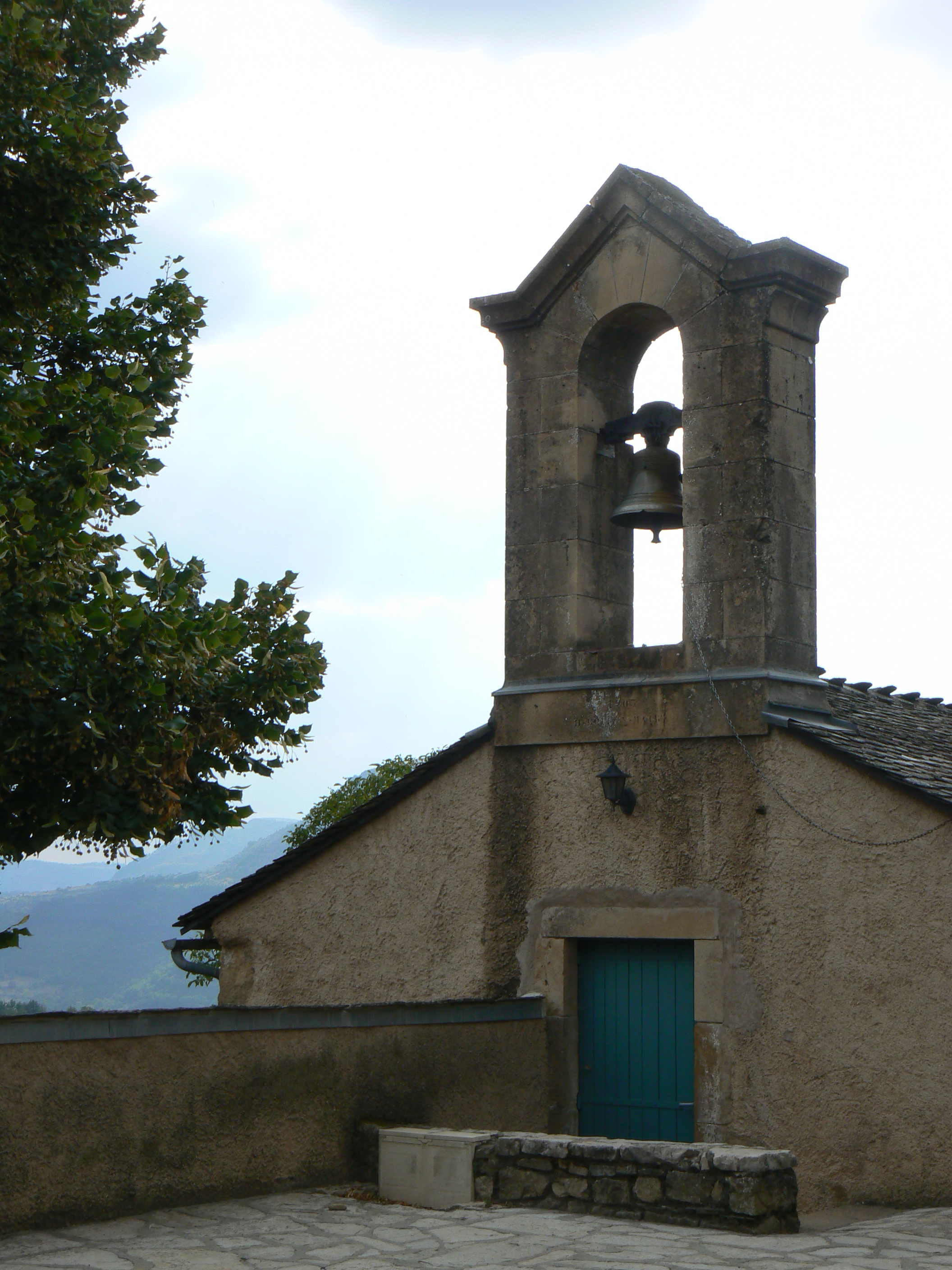
L'ancien temple protestant (actuellement mairie)
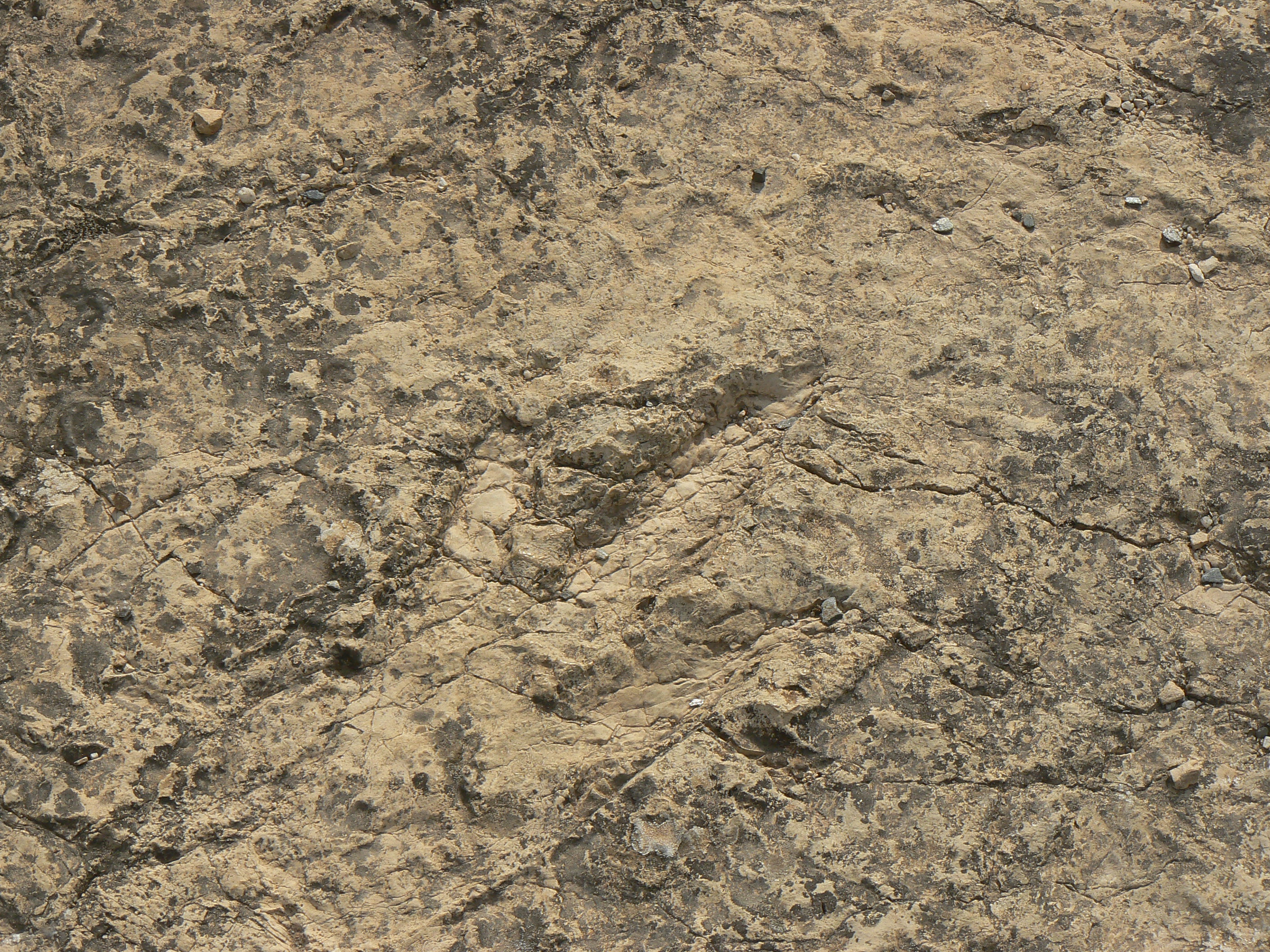
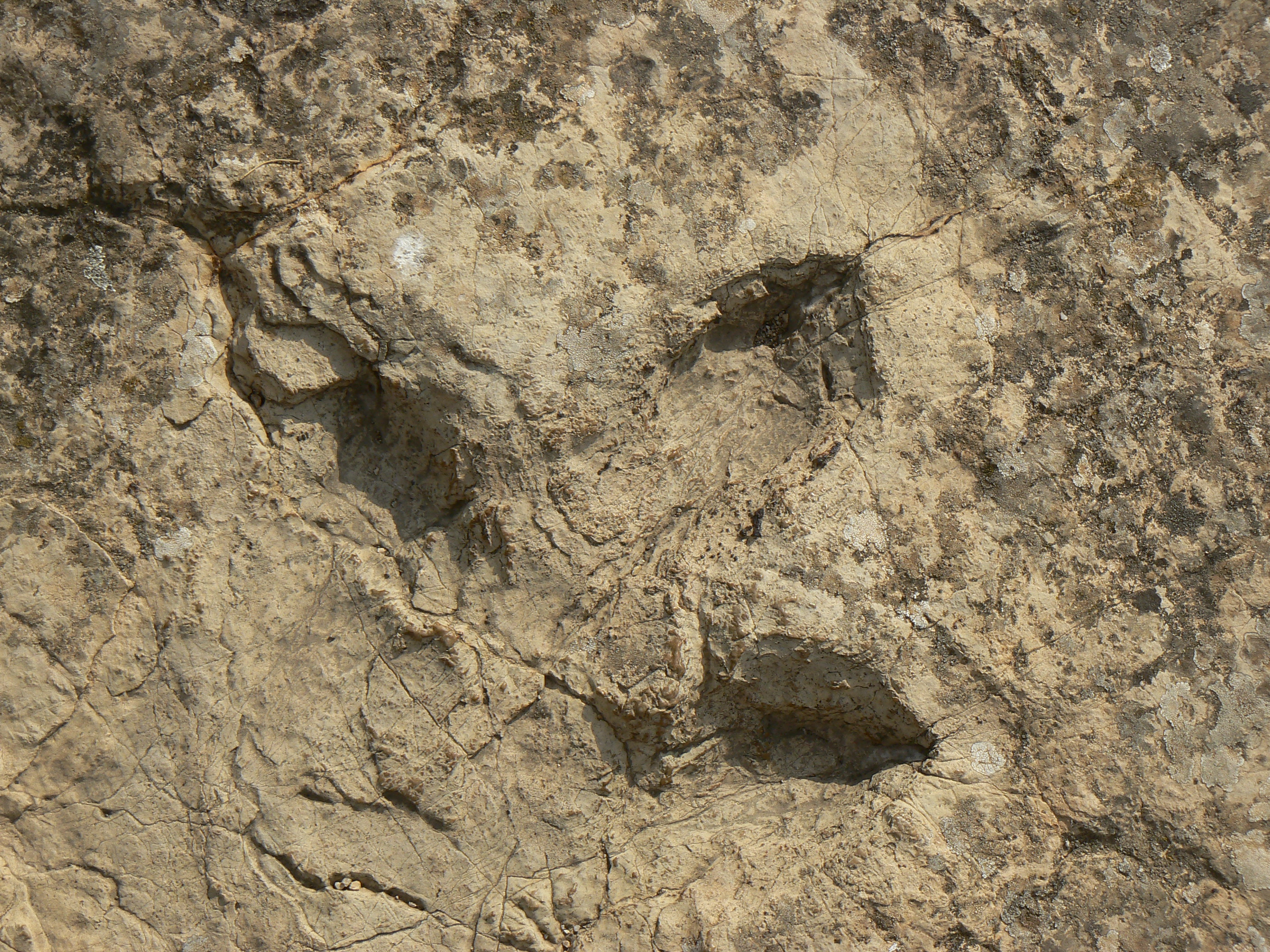
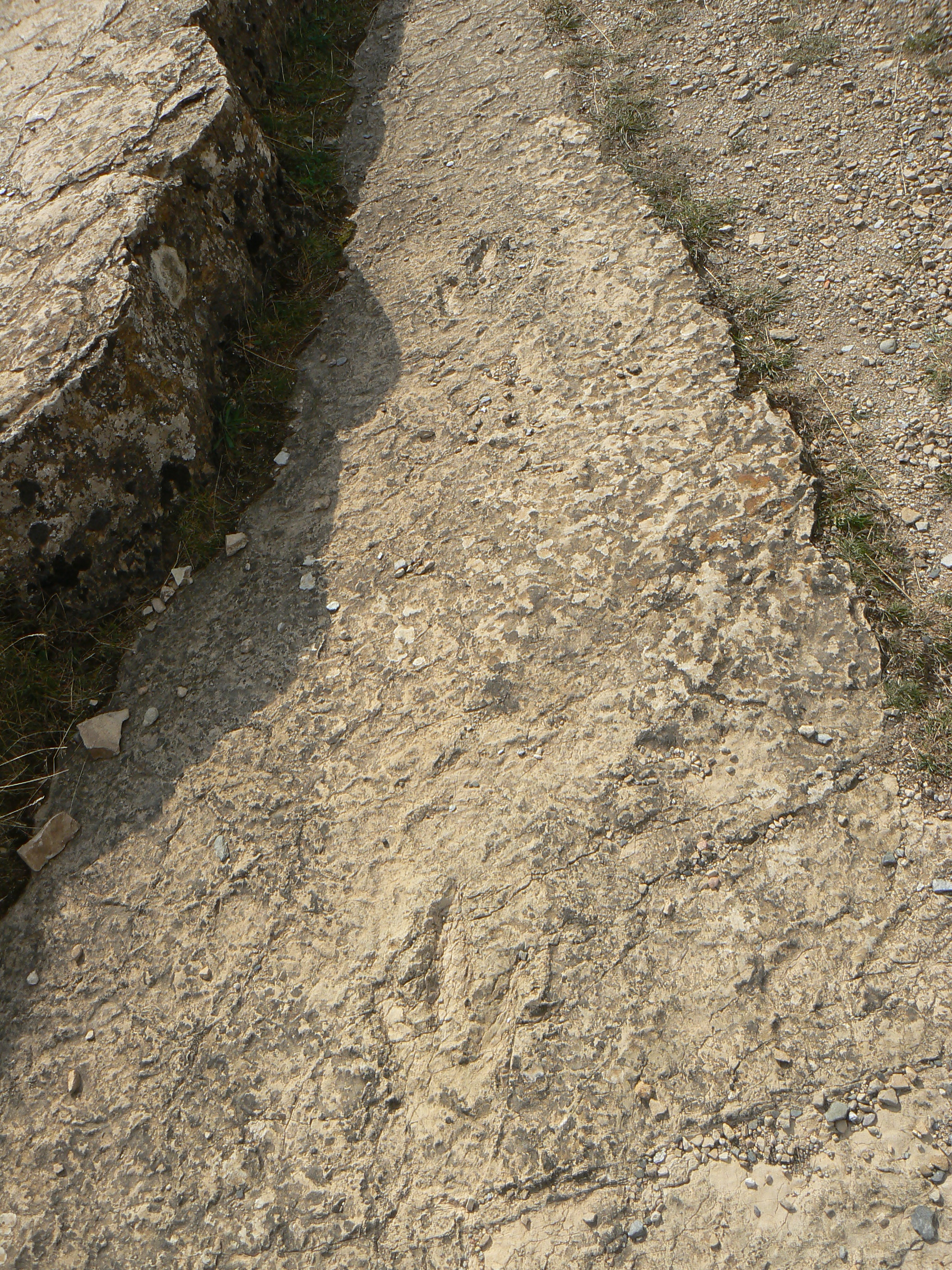